# Phú Vinh, A Lưới
Phú Vinh là một xã miền núi thuộc huyện A Lưới, thành phố Huế, Việt Nam.
Xã Phú Vinh có diện tích 28,98 km², dân số năm 1999 là 943 người và mật độ dân số đạt 33 người/km².

## Hành chính
Tính đến năm 2015 (theo Nghị quyết 09/NQ-HĐND tỉnh), xã Phú Vinh có 3 thôn: Phú Xuân, Phú Thành, Phú Thượng.